# Teenage Mutant Ninja Turtles II: Back from the Sewers
Teenage Mutant Ninja Turtles II: Back from the Sewers (в Европе вышла под названием Teenage Mutant Hero Turtles II: Back from the Sewers, а в Японии была известна как Teenage Mutant Ninja Turtles 2) — видеоигра 1991 года для Game Boy, разработчиком и издателем которой выступила Konami. Является сиквелом Teenage Mutant Ninja Turtles: Fall of the Foot Clan.

## Сюжет
Шреддер и Крэнг разрабатывают новый план по захвату мира и похищают Эйприл О’Нил, Черепашкам-ниндзя предстоит остановить злодеев, спасти подругу и предотвратить порабощение Земли. 

## Геймплей
Как и в случае с Fall of the Foot Clan, предыдущей игре для Game Boy в серии игр про Черепашек-ниндзя, игрок может переключаться между четырьмя протагонистами перед каждым этапом. Каждая черепашка обладает как сильными, так и слабыми сторонами: Донателло обладает большим радиусом атак, однако его атаки медленнее чем у других персонажей. Рафаэль напротив быстро атакует в бою, однако на небольшом расстоянии, в то время как Леонардо и Микеланджело хорошо сбалансированы. Если черепашка терпит поражение, враг захватывает её в плен. Игрок проигрывает, когда противники ловят всех братьев. После завершения этапа игроку предоставляется возможность спасти пойманную черепаху, победив робота REX-1 на бонусном этапе. Если черепахи не были пойманы, игрок переходит на альтернативный бонусный этап. 
Помимо элементов beat ’em up, в игре предусмотрена возможность уклоняться от огромных валунов на подземных уровнях и передвигаться на скейтбордах и лифтах. Также время от времени игра переходит от 2D-пространства, ограничивающего игрока передвижением направо и налево, к более открытой местности, где боссами выступают классические враги Черепашек-ниндзя: Бибоп и Рокстеди, Бакстер Стокман, Генерал Трааг, Каменный воин Гранитор, Пицца-монстры, Крэнг, Шреддер и Супер Шреддер. Как и в Fall of the Foot Clan, в игре есть несколько уровней сложности, на которых обычные противники становятся сильнее, а боссы приобретают дополнительные атаки. 

## Издания
В 2022 году Back from the Sewers стала частью сборника TMNT: The Cowabunga Collection для Nintendo Switch, PlayStation 4, PlayStation 5, Xbox One, Xbox Series X/S и PC. Также было выпущено Limited Edition.

## Критика
В своей рецензии от декабря 1991 года журнал GamePro дал Back from the Sewers 5 звёзд из 5. Nintendo Life поместила игру на 46-е место среди «лучших игр для Game Boy». Back from the Sewers заняла 9-е место среди «лучших игр о Черепашках-ниндзя» по версии Comic Book Resources.  